# Cycle des anges

Le Cycle des anges est une série de romans fantastiques de Bernard Werber :
- Les Thanatonautes, paru en 1994 ;
- L'Empire des anges, paru en 2000.

Ce cycle en précède un autre dans l'œuvre de Bernard Werber, le Cycle des dieux, qui se compose de trois romans : Nous les dieux (2004), Le Souffle des dieux (2005) et Le Mystère des dieux (2007). Il est aussi, en quelque sorte, le successeur de la Trilogie des Fourmis.